# Kaciaryna Piczkouska
Kaciaryna Mikałajeuna Piczkouska (błr. Кацярына Мікалаеўна Пічкоўская; ur. 22 grudnia 1997) – białoruska zapaśniczka startująca w stylu wolnym. Zajęła dwunaste miejsce na mistrzostwach świata w 2021.
Piąta na mistrzostwach Europy w 2021. Druga na ME U-23 w 2018 i trzecia w 2017. Trzecia na ME juniorów w 2017 roku. 